# Sotillo
Sotillo er en by og kommune i det centrale Spanien i provinsen Segovia. Den har et indbyggertal på 30 (2024) indbyggere.